# Бражник винний малий
Бра́жник ви́нний мали́й (Deilephila porcellus L.) — метелик родини бражникових. Описаний Карлом Лінеєм у 1758 році. Також зустрічається назва бра́жник роже́вий.

## Зовнішній вигляд

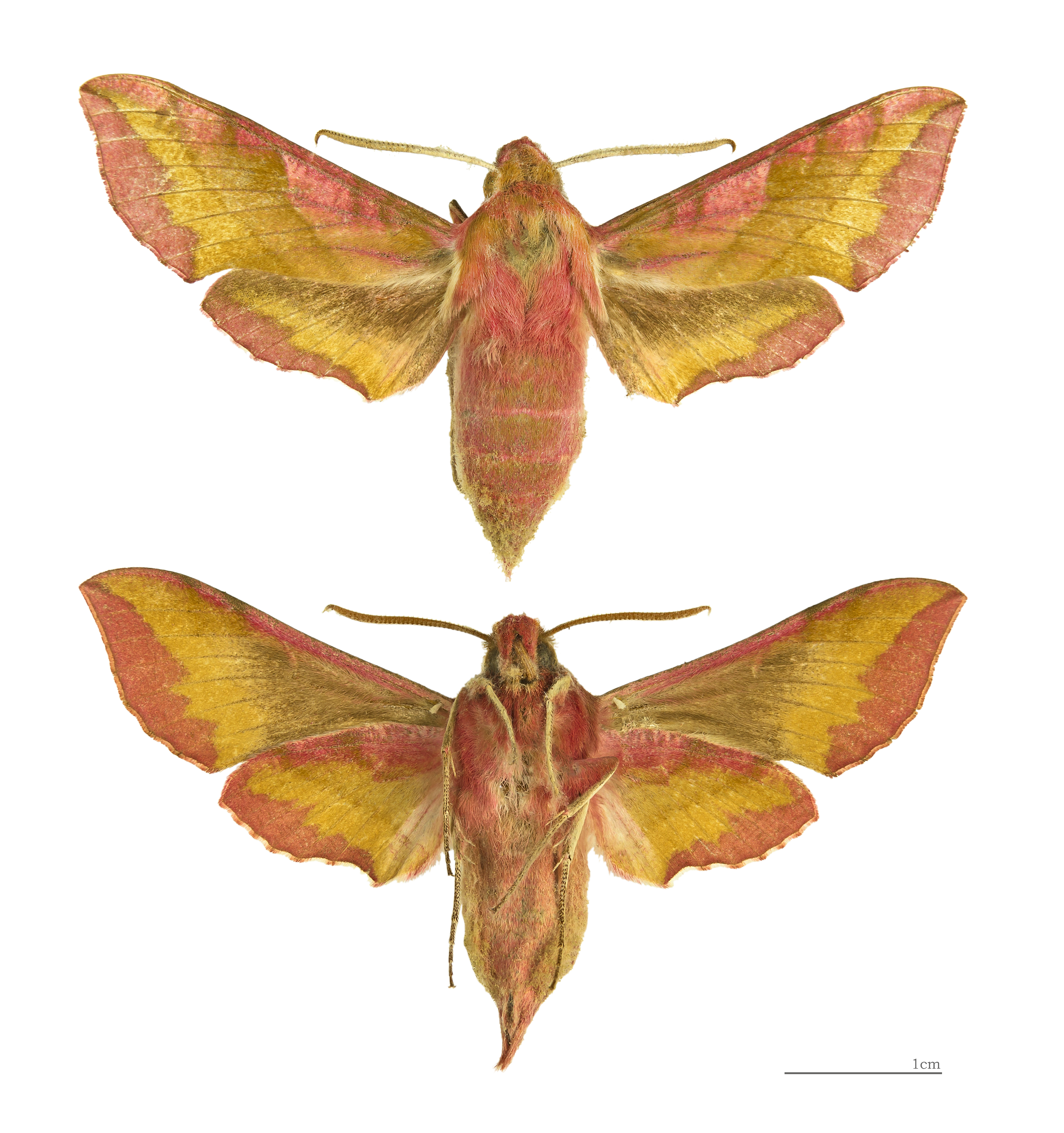
Зовнішній вигляд — верхня й нижня сторона крил.

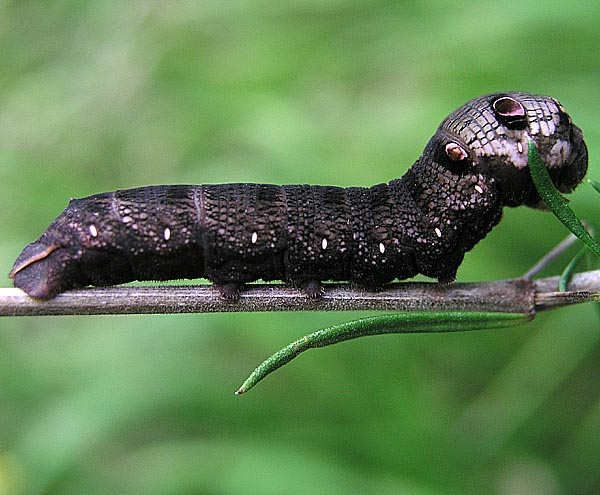
Гусінь.

Довжина передніх крил 2,2-2,4 см. Передніми та задніми крилами проходить широка жовто-коричнева смуга із зубчастим краєм, яка завершується на вершині крила. Черевце червоного кольору з жовто-коричневою смугою по всій спині.
Як і бражник винний середній має дуже великі очі.

## Ареал
Ареалом виду охоплює всю Європу. В гірській місцевості трапляється на висоті до 1600 м. (в Альпах).
Літає в долинах річок та струмків, вологих лісах, також в парках та садках.
Час льоту — з середини травня до початку липня. На півдні Центральної Європи інколи трапляється II покоління. Завзято летить на світло.

## Гусінь
Гусінь живе з липня до серпня. Яйця метелик відкладає по одному на кормовій рослині.
Окрас гусені доволі розмаїтий. Зустрічаються зелені, коричневі та чорнуваті. На передній частині тіла є чотири круглі плями. Ріг на кінці тіла маленький. Лялечка бражника зимує у сплетеному коконі.
Кормові рослини цього виду зніт вузьколистий, розрив-трава, підмаренник.